# Laticauda colubrina
Laticauda colubrina es una especie de serpiente de mar que se encuentra en aguas tropicales del Indo-Pacífico oceánico.

## Descripción
Ventrales grandes, un tercio más de la mitad de la anchura del cuerpo, las fosas nasales laterales, fosas nasales separadas por internasales; 21 a 25 hileras longitudinales de escamas imbricadas en el punto medio del cuerpo; un escudo prefrontal, ácigos generalmente presentes.
Cuerpo subcilíndrico, sólo un poco comprimido. Más alto que ancho rostral, un escudo que separa la ácigos prefrontales, a veces ausente; frontal considerablemente más largo que su distancia desde el extremo del hocico; un antes y después de dos oculares; 7-8 supralabiales, el tacto tercero-cuarto la temporals un ojo Dos, cinco infralabiales en contacto con la genials, ambos pares de los cuales suelen estar bien desarrollados y en contacto uno con el otro, el par anterior más pequeño que la parte posterior, una doble serie de escamas alargadas, la serie más grande del interior, en la audiencia margen. Escalas en las filas 21 a 23 (raramente 25). Ventrales 213 a 245, cerca de cuatro veces más largos que anchos. Caudales en los machos de 37 a 47, hembras de 29 a 35.
Longitud total: 875 mm los machos, las hembras 1.420 mm, longitud de la cola: 130 mm los machos, las hembras de 145 mm. En estas serpientes son de color claro o gris oscuro azulado por encima y amarillento por debajo, con bandas de negro más o menos de ancho uniforme en todo o estrechamiento en el vientre. Hocico amarillo, el color se extiende hacia atrás a cada lado de la cabeza a cada lado de la cabeza por encima del ojo por lo que los escudos temporales, dejando una barra oscura en el medio. El resto de la cabeza es de color negro.
Son venenosas, pero no son agresivas con los buceadores.

## Distribución

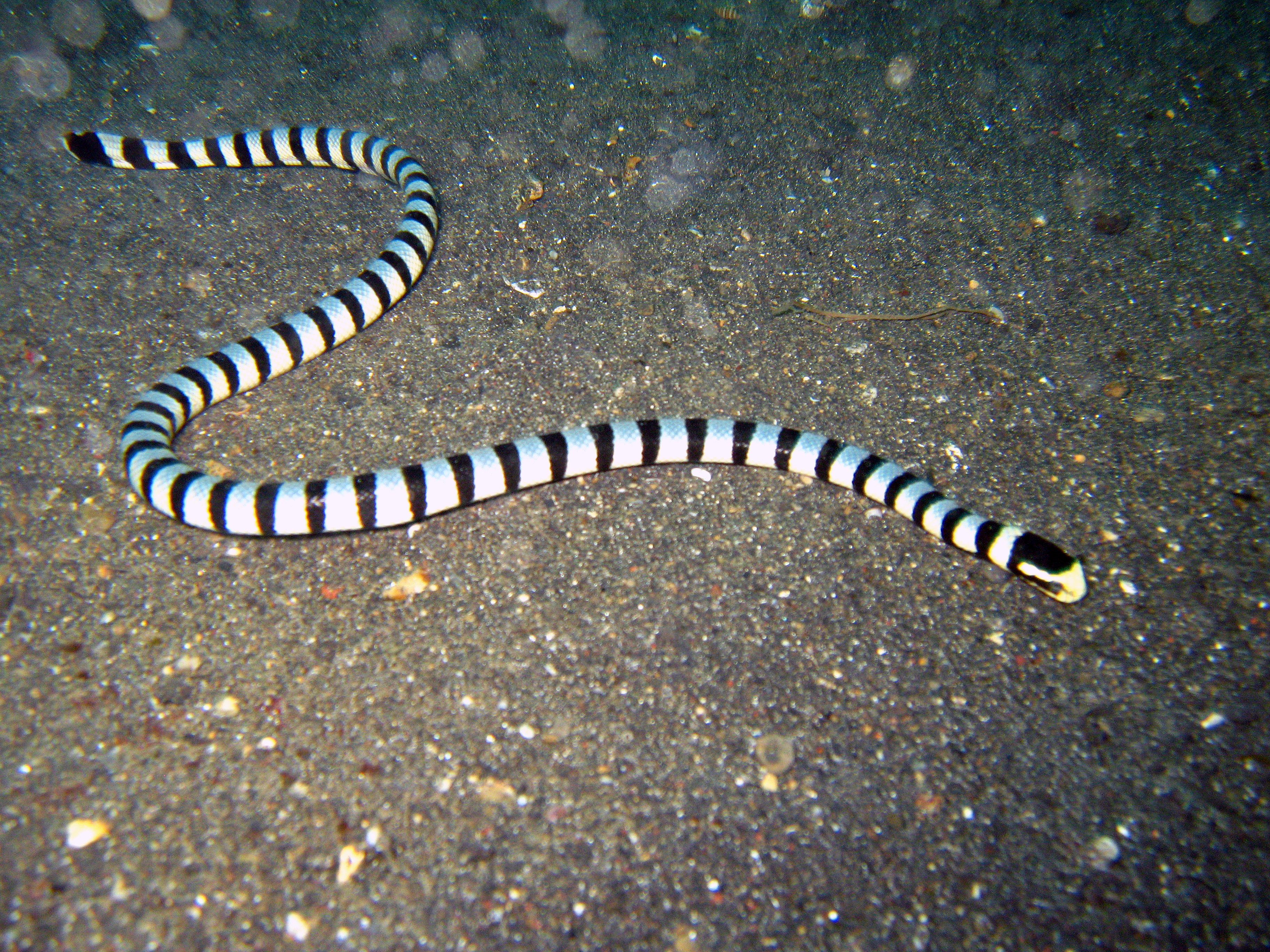
Laticauda colubrina en el fondo marino.

Estas serpientes se encontraban antes en gran abundancia en aguas de las Filipinas, y eran objeto de pesca especial por parte de los pescadores japoneses. Algunos de ellos eran capturados por su piel de colores muy contrastantes, y otros eran conservados vivos en sacos y enviados a Japón como alimento. 
Presenta un área de dispersión muy amplia. Este de India, Sri Lanka, Birmania, Malasia, Indonesia, Melanesia, Polinesia, islas Salomón, etc. También las encontramos en el Océano Índico: golfo de Tailandia, Filipinas, islas Andaman y Nicobar; costas de Taiwán, Bahía de Bengala, costa de la península Malaya, archipiélago indoaustraliano hasta Nueva Guinea, isla Ryukyu en Japón, Nueva Gales del Sur y Queensland en Australia, Nueva Zelanda, oeste del Océano Pacífico hasta Fiyi, Nueva Caledonia; y este del Océano Pacífico en México, El Salvador y Nicaragua.

## Comportamiento
Se ven a menudo en grandes cantidades en la compañía de partidas de caza de jureles gigantes (Caranx ignobilis) y salmonetes. Estas serpientes necesitan beber agua dulce y regularmente van a la tierra.